# Universiteit van Groenland
De Universiteit van Groenland (Groenlands: Ilisimatusarfik) is de enige universiteit van Groenland. Het gebouw is gehuisvest in Nuuk, de Groenlandse hoofdstad. Cursussen worden gegeven in het Deens of in het Groenlands. De universiteit nam in 2009 zijn intrek in een nieuw gebouw.
De universiteit heeft vier afdelingen:
- Theologie
- Literatuur, taalkunde en mediastudies
- Culturele en sociale geschiedenis
- Management en economie